# 水野操
水野操（みずの みさお、 1967年 - ）は、日本のコンサルタント(製品開発)、ビジネスプロデューサー、起業家。有限会社ニコラデザイン・アンド・テクノロジー 代表取締役社長、一般社団法人3Dデータを活用する会・3D-GAN 理事、一般社団法人首都圏産業活性化協会(TAMA協会) コーディネータ。

## 概要
東京都生まれ。米大学で航空工学の修士課程を修了後帰国。外資系ソフトウェア企業、外資系コンサルティングファームなどにおいて、自動車メーカーや家電メーカーでの製品開発分野おけるコンサルティングを担当。非線形構造解析、3次元CAD、PDM(製品情報管理)システム等の技術領域、更に、営業、プロダクトマーケティング、ビジネスディベロプメント等のビジネス領域も専門としている。また、書籍・雑誌・ウェブメディアへの執筆活動及び、講演活動等も行っている。

## 活動

### ドライカーボン製アタッシュケース「G3」
旧ユーゴスラビア生まれのデザイナーNikola Knezevic(ニコラ・ケネセヴィッチ)をチーフデザイナーに起用し設立したニコラデザイン・アンド・テクノロジー社において、ドライカーボンの軽さと強度を活かした先進的アタッシュケース「G3」を企画、設計、製造及び、販売している。この「G3」は、その斬新なデザインと先進性がハリウッドにおいても認められ、高度な技能を有するプロフェッショナルが持つアタッシュケースとして、科学捜査官の活躍を描いたアメリカの人気テレビ番組「CSI:科学捜査班 Las Vegas - Season 12 Episode 4 」及び、CIA捜査官を描いたアメリカ映画「Black & White/ブラック & ホワイト 2012年(原題: This Means War)」において使用されている。

### 3D CAD / 3Dプリンター
3次元CAD及びCAEに関する長年の経験をベースに、機械技術者向け月刊誌『機械設計(日刊工業新聞社)』、ウェブメディア、書籍などにおいて、3次元CAD/CAEの技術動向や操作解説に関する執筆活動を行っている。また、3次元CADにより作成されたデータを元に立体を造形する3Dプリンターについては、解説書の執筆に加え、セミナー講師として啓蒙活動を行っている。

### Makers (メイカーズ)
クリス・アンダーソンにより一般に知られるようになったいわゆる「Makers (メイカーズ)」の日本における実践者として、カーボン製アタッシュケース「G3」を販売するニコラデザイン・アンド・テクノロジー社を運営するとともに、「Makers (メイカーズ)」を題材とした書籍についての執筆も行っている。また、日本の「Makers (メイカーズ)」に関する数少ない識者として、『週刊東洋経済　2013/1/12号』などの雑誌や新聞に登場し、概念的な側面だけでなく、実践者の視点からの解説を行っている。

## 著書

### 単著
- 『SolidWorksコマンド徹底マスター：逆引き3次元CAD学習』 (2011/3) 日刊工業新聞社　ISBN 4526066648
- 『3次元CAD部品形状テンプレートブック：作りたい形がすぐわかる』 (2011/10) 日刊工業新聞社　ISBN 4526067563
- 『SolidWorksでできる設計者CAE：この部品はこうやって解析する!』 (2012/2) 日刊工業新聞社 ISBN 4526068357
- 『絵ときでわかる3次元CADの本：選び方・使い方・メリットの出し方』 (2010/3) 日刊工業新聞社　ISBN 4526064289
- 『デジタルで起業する!』 (2012/10)　かんき出版 ISBN 4761268662
- 『初心者Makersのための 3Dプリンター＆周辺ツール活用ガイド』  (Kindle版 2012/12) ASIN: B00AR2UMOK
- 『自宅ではじめるモノづくり超入門：3DプリンタとAutodesk 123D Designによる、新しい自宅製造業のはじめ方』 (2013/5/28)　ソフトバンククリエイティブ ISBN 4797373547
- 『3Dプリンター革命 モノづくり・ビジネスが変わる!』 (2013/8/1)　ジャムハウス ISBN 4906768199
- 『3Dプリンターで世界はどう変わるのか (宝島社新書)』 (2013/10/10)　 宝島社 ISBN 4800215846
- 『3Dプリンタと無料のCADで模型&グッズを作ろう! 』 (2013/12/17)　 秀和システム ISBN 4798039144
- 『あと20年でなくなる50の仕事 (青春新書インテリジェンス) 』 (2015/4/2)　青春出版社 ISBN 4413044495

### 共編著
- 『思いどおりの樹脂部品設計ここがポイント!』 プロトラブス共著 (2012/5)　日刊工業新聞社 ISBN 4526068926
- 『はじめての3Dプリンタ ~3Dデータ作成/出力まるごと体験ガイド (Software Design plus)』  共著　平本 知樹 (著), 神田 沙織 (著), 野村 毅 (著)   (2013/9/18)  技術評論社 ISBN 4774159735

### 協力
- 『エンジニアの新しい働き方』 川崎健一郎(著) 水野 操(執筆協力)　(2012/3/7) かんき出版　ISBN 4761268190
- 『3Dプリンター完全マスター (NIKKEI TRENDY BOOKS)』 日経トレンディ(編集) 水野 操(編集協力)　(2013/11/15) 日経BP社　ISBN 4822220761
- 『週刊 マイ3Dプリンター 』 水野 操(本誌監修)　（2015年1月〜） デアゴスティーニ・ジャパン　ASIN: B00QXGOFJW